# Walter B. Jones
Walter Beaman Jones, Jr. (Farmville, condado de Pitt, Carolina del Norte, 10 de febrero de 1943-10 de febrero de 2019) fue un político estadounidense del Partido Republicano y Miembro de la Cámara de Representantes por el 3.er Distrito de Carolina del Norte hasta su muerte.

## Biografía
Su padre fue Walter B. Jones, Sr., un congresista del Partido Demócrata por el 1.er Distrito de Carolina del Norte.  Se unió a la Guardia Nacional de Carolina del Norte entre 1967 y 1971
Fue elegido para la Cámara de Representantes de Carolina del Norte desde 1983 hasta 1992. Ese año, se postuló para la Cámara de Representantes de los Estados Unidos, pero fracasó en las primarias demócratas. Fue nuevamente elegiido  candidato en 1994, en esta ocasión bajo los colores del Partido Republicano. En plena "Revolución republicana", derrotó al demócrata saliente Martin Lancaster con el 52.7 % de los votos. Desde entonces, fue reelegido cada dos años como representante del 3.er Distrito de Carolina del Norte con más del 60 % de los votos.